# 팀 로터스
팀 로터스(Team Lotus)는 영국의 스포츠카 제조사인 로터스 자동차의 모터스포츠 회사이다. 포뮬러 원 등 포뮬러 레이싱, 인디카 레이싱과 스포츠 카 레이싱 등 다양한 모터스포츠 부문에 출전하였으며 7회의 포뮬러 원 월드 컨스트럭터 챔피언십과 6회의 드라이버 챔피언십 우승, 1965년 인디애나폴리스 500 우승 등을 달성했다. 설립자이자 수석 설계자였던 콜린 채프먼 하에서 로터스는 모터스포츠의 기술적, 상업적 분야에서 혁신적이고 실험적인 개발을 수행했다.
부채로 인해 1994년 법정관리 절차를 밟았으며 퍼시픽 레이싱와의 제휴를 통해 해체되었다. 이후 로터스라는 이름은 토니 페르난데스의 로터스 레이싱(Lotus Racing)으로 포뮬러 원에 복귀하였으며, 2012년에 로터스 F1으로 리브랜딩되었다.